# Jan Plestenjak
Jan Plestenjak, född 27 mars 1973 i Ljubljana, är en slovensk popsångare, gitarrist, låtskrivare och musikproducent.
Plestenjak är son till konstnären Dora Plestenjak. Han växte upp i samhället Škofja Loka och började spela gitarr i tidig ålder. Han har studerat gitarr vid musik- och balettskolan i Ljubljana, vid Berklee College of Music i Boston och vid musikkonservatoriet i Klagenfurt.Han släppte sitt debutalbum Gremo v kino 1994 och har sedan dess haft en framgångsrik musikkarriär i hemlandet Slovenien. Han har samarbetat med artister som Lado Leskovar, Eva Boto och Eva Moškon.
Plestenjak har deltagit tre gånger i EMA, Sloveniens nationella uttagning till Eurovision Song Contest; Första gången var 1995 då han uppnådde en femteplats med bidraget Ker te ljubim. Han deltog igen 1999 och uppnådde en tredjeplats med bidraget Moja dežela. I 2001: års uttagning framförde han bidraget Vse je OK men lyckades inte kvalificera sig till finalen.
Plestenjak har producerat för artister som Helena Blagne, Rebeka Dremelj, Nuša Derenda och Zdenko Cotič.

## Diskografi
- Gremo v kino (1994)
- Pogrešal te bom (1995)
- Morje (1997)
- Amore mio (1999)
- Jan (2002)
- Solo (2003)
- Do raja (2005)
- Soba 102 (2007)
- Klasika (2009)
- Osebno (2011)
- Večja od neba (2013)